# Pulau Tokongbelayar
Pulau Tokongbelayar är en ö i Indonesien.   Den ligger i provinsen Kepulauan Riau, i den nordvästra delen av landet, 1 100 km norr om huvudstaden Jakarta.